# Dan Fogel
Dan Fogel (Atlantic City, 21 juni 1948 is een Amerikaanse jazz-organist. Hij bespeelt een hammondorgel (B-3).
Fogel, familie van Jackie Gleason en Helen Forrest (een tante), begon piano te spelen toen hij tien jaar oud was. Een jaar later kocht hij zijn eerste orgel. Twee jaar later speelde hij in de huisband van Wonder Gardens (met drummer Harvey Mason). In de jaren erna heeft hij gespeeld met onder meer Pat Martino, Odean Pope, Sunny Murray, Cecil Payne en Rufus Harley. Voor het label Laughing Waters Records heeft hij sinds de jaren tachtig verschillende albums opgenomen.

## Discografie
- Movement de la Mer, Laughing Waters, 1983
- Naked Flowers, Laughing Waters, 1986
- Something Like That, Laughing Waters, 1990
- Oracle, Laughing Waters, 2001
- Soul Eyes, Laughing Waters, 2004
- 15 West, Laughing Waters, 2006

## Referentie
- Biografie op Allmusic[dode link]

- Library of Congress Control Number: no98028728
- MusicBrainz: f0494721-afca-4b29-bf38-acfc87c5ff13
- Virtual International Authority File: 75929648
- WorldCat: E39PBJhmKQ9BD397vmHbjjPJDq